# Callistethus caucanus
Callistethus caucanus är en skalbaggsart som beskrevs av Ohaus 1897. Callistethus caucanus ingår i släktet Callistethus och familjen Rutelidae. Inga underarter finns listade.